# Michel Denêtre
Pas d'image ? Cliquez ici

a Compétitions nationales et continentales officielles uniquement.

Dernière mise à jour le 3 octobre 2011.
Michel Denêtre, né le 30 juin 1987 à Pontault-Combault (Seine-et-Marne), est un joueur français de rugby à XV.

## Biographie
Michel Denêtre naît à Pontault-Combault dans le département de la Seine-et-Marne en France.
Il découvre le rugby à XV au club de Pontault-Combault, le Stade pontellois, à cinq ans et pratique le judo en parallèle. Par la suite, il joue au sein de l'école de rugby de l'AS Lagny. Puis, il intègre la section sportive du collège Georges Braque de Paris. Il côtoie Félix Le Bourhis dans ce collège. À Paris, il rejoint le Paris UC.
En 2005, il rejoint le RC Massy pour évoluer en juniors Crabos alors que le PUC ne dispute pas cette compétition.
Il rejoint le centre de formation de l'ASM Clermont Auvergne en 2005 et y reste pendant une saison avant de rejoindre celui du SU Agen.
À partir de 2009, il signe au SC Albi.
Deux ans plus tard, il rejoint l'Union Bordeaux Bègles.
Durant l'été 2013, il part au CS Bourgoin-Jallieu.
Un an plus tard, il quitte le CS Bourgoin-Jallieu et va à l'US Bergerac.
Après une saison à l'US Bergerac, il joue ensuite au Saint-Denis US.

## Palmarès
- Équipe de France -18 ans
- Équipe de France -19 ans : participation au championnat du monde 2006 à Dubaï, 4 sélections